# Liga Nacional de Guatemala 1995-96
La Liga Nacional de Guatemala 1995/96 es el cuadragésimo cuarto torneo de liga de fútbol de Guatemala. Este torneo de liga se definió utilizando por primera vez el sistema del Gol de oro. El campeón fue el Xelajú Mario Camposeco, que conquistó el tercer título liguero de su historia.

## Equipos participantes
| Club                                           | Ciudad              | Departamento   | Estadio                     | Capacidad |
| ---------------------------------------------- | ------------------- | -------------- | --------------------------- | --------- |
| Aurora Fútbol Club                             | Ciudad de Guatemala | Guatemala      | Estadio del Ejército        | 13.300    |
| Club Social y Deportivo Comunicaciones         | Ciudad de Guatemala | Guatemala      | Estadio Cementos Progreso   | 17.000    |
| Club Social y Deportivo Municipal              | Ciudad de Guatemala | Guatemala      | Estadio Mateo Flores        | 25.000    |
| Club Social y Deportivo Suchitepéquez          | Mazatenango         | Suchitepéquez  | Estadio Carlos Salazar Hijo | 10.000    |
| Cobán Imperial                                 | Cobán               | Alta Verapaz   | Estadio José Ángel Rossi    | 10.000    |
| Deportivo Amatitlán                            | Amatitlán           | Guatemala      | Estadio Guillermo Slowing   | 12.000    |
| Deportivo Escuintla                            | Escuintla           | Escuintla      | Estadio Armando Barillas    | 10.000    |
| Deportivo Izabal Juventud Católica             | Puerto Barrios      | Izabal         | Estadio Roy Fearon          | 10.000    |
| Deportivo Mictlán                              | Asunción Mita       | Jutiapa        | Estadio La Asunción         | 3.000     |
| Club Social y Deportivo Sacachispas            | Chiquimula          | Chiquimula     | Estadio Las Victorias       | 9.000     |
| Tally Juca                                     | Puerto Barrios      | Izabal         | Estadio Roy Fearon          | 10.000    |
| Club Social y Deportivo Xelajú Mario Camposeco | Quetzaltenango      | Quetzaltenango | Estadio Mario Camposeco     | 11.000    |

### Equipos por Departamento
| Departamento   | N.º | Equipos                                      |
| -------------- | --- | -------------------------------------------- |
| Guatemala      | 4   | Amatitlán, Aurora, Comunicaciones, Municipal |
| Escuintla      | 1   | Escuintla                                    |
| Izabal         | 2   | Izabal, Tally Juca                           |
| Alta Verapaz   | 1   | Cobán Imperial                               |
| Chiquimula     | 1   | Sacachispas                                  |
| Jutiapa        | 1   | Mictlán                                      |
| Quetzaltenango | 1   | Xelajú                                       |
| Suchitepéquez  | 1   | Suchitepéquez                                |

## Fase de clasificación
|  | Pos. | Equipos                  | PJ | PG | PE | PP | GF | GC | Dif. | PTS | Clasificación                          |
|  | ---- | ------------------------ | -- | -- | -- | -- | -- | -- | ---- | --- | -------------------------------------- |
|  | 1º   | Comunicaciones           | 22 | 15 | 4  | 3  | 36 | 9  | +27  | 49  | Hexagonal final y final del campeonato |
|  | 2º   | Municipal                | 22 | 11 | 5  | 6  | 38 | 14 | +24  | 38  | Hexagonal final                        |
|  | 3º   | Aurora                   | 22 | 9  | 9  | 4  | 21 | 14 | +7   | 36  | Hexagonal final                        |
|  | 4º   | Sacachispas              | 22 | 7  | 9  | 6  | 25 | 22 | +3   | 30  | Hexagonal final                        |
|  | 5º   | Amatitlán                | 22 | 7  | 9  | 6  | 27 | 26 | +1   | 30  | Hexagonal final                        |
|  | 6º   | Xelajú MC                | 22 | 7  | 8  | 7  | 23 | 24 | -1   | 29  | Hexagonal final                        |
|  | 7º   | Escuintla                | 22 | 7  | 8  | 7  | 26 | 29 | -3   | 29  |                                        |
|  | 8º   | Suchitepéquez            | 22 | 8  | 4  | 10 | 23 | 22 | +1   | 28  |                                        |
|  | 9°   | Mictlán                  | 22 | 7  | 7  | 8  | 26 | 28 | -2   | 28  |                                        |
|  | 10º  | Tally Juca               | 22 | 5  | 10 | 7  | 17 | 30 | -13  | 25  |                                        |
|  | 11°  | Izabal Juventud Católica | 22 | 2  | 9  | 11 | 20 | 44 | -24  | 15  |                                        |
|  | 12°  | Cobán Imperial           | 22 | 2  | 8  | 12 | 19 | 39 | -20  | 14  | Playoffs de descenso                   |
|  |      |                          |    |    |    |    |    |    |      |     |                                        |

## Fase final

### Octogonal por el campeonato
|  | Pos. | Equipos        | PJ | PG | PE | PP | GF | GC | Dif. | PTS | Clasificación        |
|  | ---- | -------------- | -- | -- | -- | -- | -- | -- | ---- | --- | -------------------- |
|  | 1º   | Xelajú MC      | 14 | 6  | 5  | 3  | 16 | 16 | 0    | 23  | Final del campeonato |
|  | 2º   | Sacachispas    | 14 | 6  | 4  | 4  | 17 | 19 | -2   | 22  |                      |
|  | 3º   | Comunicaciones | 14 | 5  | 6  | 3  | 24 | 13 | +11  | 21  |                      |
|  | 4º   | Amatitlán      | 14 | 4  | 7  | 3  | 12 | 9  | +3   | 19  |                      |
|  | 5º   | Municipal      | 14 | 4  | 6  | 4  | 18 | 14 | +4   | 18  |                      |
|  | 6º   | Aurora         | 14 | 4  | 6  | 4  | 11 | 1  | 0    | 18  |                      |
|  | 7º   | Escuintla      | 14 | 2  | 7  | 5  | 10 | 17 | -7   | 13  |                      |
|  | 8º   | Suchitepéquez  | 14 | 2  | 5  | 7  | 12 | 21 | 9    | 11  |                      |
|  |      |                |    |    |    |    |    |    |      |     |                      |

## Final

### Ida
| 26 de mayo de 1996 | Xelajú MC                 | 1:0 (0:0) | Comunicaciones | Estadio Mario Camposeco, Quetzaltenango |  |
|                    | Selvin Rivera Galindo 46' |           |                |                                         |  |

### Vuelta
| 2 de junio de 1996 | Comunicaciones      | 1:1 (0:0) (Global 1:2) | Xelajú MC                     | Estadio Cementos Progreso, Ciudad de Guatemala |  |
|                    | Gerardo Miranda 46' |                        | Mariano Crisanto Melendez 97' |                                                |  |

## Campeón
| Campeón Temporada 1995-96 |
| Xelajú MC 3º Título       |
| ------------------------- |

## Cuadrangular por la permanencia
|  | Pos. | Equipos                  | PJ | PG | PE | PP | GF | GC | Dif. | PTS | Clasificación        |
|  | ---- | ------------------------ | -- | -- | -- | -- | -- | -- | ---- | --- | -------------------- |
|  | 1º   | Izabal Juventud Católica | 14 | 6  | 5  | 3  | 16 | 16 | 0    | 23  |                      |
|  | 2º   | Cobán Imperial           | 14 | 6  | 4  | 4  | 17 | 19 | -2   | 22  |                      |
|  | 3º   | Tally Juca               | 14 | 5  | 6  | 3  | 24 | 13 | +11  | 21  |                      |
|  | 4º   | Mictlán                  | 14 | 4  | 7  | 3  | 12 | 9  | +3   | 19  | Playoffs de descenso |
|  |      |                          |    |    |    |    |    |    |      |     |                      |

## Final por la Permanencia

### Ida
| 1996 | Mictlán | 1:0 | Cobán Imperial |  |  |

### Vuelta
| 1996                         | Cobán Imperial | 0:1 (Global 0:2) | Mictlán |  |  |
| Mictlán gana la subpromoción |                |                  |         |  |  |

- Cobán Imperial descendió por perder el juego por la permanencia con Mictlán (global 1-1, ganador Mictlán por penales)
- Deportivo Mictlán descendió por perder la serie de promoción contra Deportivo Zacapa

| Descenso - 1995-96           | Descenso - 1995-96 |
| ---------------------------- | ------------------ |
| Cobán Imperial               | Mictlán            |
| Primera División B - 1996-97 |                    |

## Torneos internacionales
|  | Pos. | Equipos        | PJ | PG | PE | PP | GF | GC | Dif. | PTS | Clasificación                                                                             |
|  | ---- | -------------- | -- | -- | -- | -- | -- | -- | ---- | --- | ----------------------------------------------------------------------------------------- |
|  | 1º   | Xelajú MC      | 14 | 6  | 5  | 3  | 16 | 16 | 0    | 23  | Copa de Campeones de la Concacaf 1997 - Segunda fase                                      |
|  | 2º   | Sacachispas    | 14 | 6  | 4  | 4  | 17 | 19 | -2   | 22  |                                                                                           |
|  | 3º   | Comunicaciones | 14 | 5  | 6  | 3  | 24 | 13 | +11  | 21  | Copa de Campeones de la Concacaf 1997 - Primera fase Torneo Grandes de Centroamérica 1997 |
|  | 4º   | Amatitlán      | 14 | 4  | 7  | 3  | 12 | 9  | +3   | 19  |                                                                                           |
|  | 5º   | Municipal      | 14 | 4  | 6  | 4  | 18 | 14 | +4   | 18  | Recopa de la Concacaf 1997 - Fase preliminar Torneo Grandes de Centroamérica 1997         |
|  | 6º   | Aurora         | 14 | 4  | 6  | 4  | 11 | 1  | 0    | 18  |                                                                                           |
|  | 7º   | Escuintla      | 14 | 2  | 7  | 5  | 10 | 17 | -7   | 13  |                                                                                           |
|  | 8º   | Suchitepéquez  | 14 | 2  | 5  | 7  | 12 | 21 | 9    | 11  |                                                                                           |
|  |      |                |    |    |    |    |    |    |      |     |                                                                                           |